# Dave van den Bergh
Dave van den Bergh (ur. 7 maja 1976 w Amsterdamie) – holenderski piłkarz grający na pozycji obrońcy lub pomocnika.

## Życiorys
W latach 1995–1997 van den Bergh grał dla AFC Ajax, w którym zadebiutował 25 lutego 1996 podczas wygranego 6:2 meczu z sc Heerenveen. Wcześniej, a mianowicie w latach 1986–1995, zawodnik rezerw i juniorskich drużyn Ajaxu. Od sezonu 1997/1998, aż do 1999/2000 bronił barw Rayo Vallecano. W ciągu trzech sezonów rozegrał łącznie 47 meczów, zdobywając 6 bramek. Następnie przeniósł się do FC Utrecht, gdzie odniósł największe sukcesy: dwukrotnie zdobył Puchar Holandii (2003, 2004) oraz raz Superpuchar Holandii. W barwach Utrechtu rozagrał 184 meczów i strzelił 29 goli. W 2006 roku trafił na rok do Kansas City Wizards (wystąpił w 13 spotkaniach, zaliczył 3 zdobyte bramki), a od sezonu 2007/2008 był graczem Red Bull New York. Na początku 2009 roku trafił do FC Dallas, gdzie po sezonie 2009 zakończył karierę.
W reprezentacji Holandii zadebiutował 18 października 2004 roku, w spotkaniu ze Szwecją. Z gry dla reprezentacji kraju zrezygnował w 2005. Wystąpił we 2 spotkaniach, nie strzelając żadnej bramki.

## Sukcesy
- Mistrzostwo Holandii: 1995/1996 z Ajaksem
- Puchar Holandii: 2003, 2004 z FC Utrecht
- Superpuchar Holandii: 2004 z FC Utrecht